# Logiciel d'envoi de courrier électronique de masse
 (septembre 2020).
Un logiciel d'envoi de courrier électronique de masse (en anglais, Bulk email software ou mass mailer) est un logiciel qui sert à envoyer un message électronique à un grand nombre de personnes.
Ces logiciels sont habituellement utilisés à des fins légitimes, comme l'envoi de messages à des personnes abonnées à une liste de diffusion. Comme ces logiciels envoient habituellement les messages électroniques en passant par un serveur SMTP, il n'est pas possible de les utiliser pour envoyer des pourriels en grande quantité.
Les vers informatiques qui se propagent par courrier électronique sont des exemples de logiciels d'envoi de courrier électronique de masse.

## Types de logiciel
Les logiciels d'envoi de courrier électronique de masse sont habituellement des logiciels autonomes, bien qu'il existe aussi des services d'envoi de courrier électronique de masse qui soient basés sur le cloud computing.
La plupart des logiciels d'envoi de courrier électronique de masse sont hébergés par des fournisseurs qui vendent l'accès à leurs systèmes. Les clients paient par message ou selon un frais mensuel fixe pour avoir accès à un compte qui leur permet de maintenir leur liste de diffusion et d'envoyer leurs messages. Le principal avantage de ce type d'hébergement est la stabilité du système et la facilité d'utilisation pour le client qui n'a pas à gérer le serveur et le logiciel utilisés.
Certains logiciels d'envoi de courrier électronique de masse sont hébergés par l'utilisateur qui utilise un logiciel libre en respectant sa licence, achète une licence d'un logiciel ou développe son propre logiciel et l'héberge sur son propre serveur. Cette approche permet à l'utilisateur de réduire ses frais, mais il doit gérer lui-même son logiciel et son serveur.

## Fonctions habituelles du logiciel
- Modèle de préparation de courrier
- Gestion du message : Un logiciel d'e-mailing intègre un éditeur HTML permettant la création de messages au format HTLM et l’insertion de liens hypertexte.
- Intégration à des réseaux sociaux
- Gestion de liste de diffusion (ajout, modification et retrait à la liste ; segmentation de la liste ; importation de la liste des adresses électroniques des destinataires de la campagne ; gestion des désinscrits et « NPAI ».)
- Routage : les messageries et serveurs de courrier sortant « classiques » limitent le nombre d’envois simultanés à plusieurs destinataires. Les logiciels d'e-mailing proposent un serveur SMTP permettant le routage en nombre des emails.
- Production de rapports (pourcentage de courriels ouverts, taux de clics, taux de Delivery Status Notification
- Conformité au CAN-SPAM Act of 2003 américain
- Autorépondeur
- Test A/B

## Exemples de logiciels e-mailing
- HootSuite

## Source
- (en) Cet article est partiellement ou en totalité issu de l’article de Wikipédia en anglais intitulé « Bulk email software » (voir la liste des auteurs).